# شاه‌ماهی دندانچه‌ای
شاه‌ماهی دندانچه‌ای (نام علمی: Denticeps clupeoides) نام یک گونه از راسته شگ‌ماهی‌سانان است.